# Атамановка (Читинский район)
Атама́новка — посёлок городского типа в центральной части Читинского района Забайкальского края России. Административный центр городского поселения «Атамановское».
Население — 11 014 чел. (2021).

## География
Расположен в 18 км к юго-востоку от Читы, на левом берегу реки Ингоды, при впадении в неё рек Никишихи, Грязнухи и ручья Ерничного. С северо-запада на юго-восток через посёлок проходят автодорога федерального значения А350 Чита — Забайкальск и Транссибирская железнодорожная магистраль. Железнодорожные остановки, расположенные на протяжении городского поселения: о.п. Пионерская, станция Атамановка и о.п. Дачная.

## История
Основан в 1852 году как населённый пункт Атаманка, в 1900 году построен разъезд Атамановский Забайкальской железной дороги.
Статус посёлка городского типа — с 1958 года.

## Население
| 1959    | 1970    | 1979    | 1989    | 2002    | 2009    | 2010    |
| ------- | ------- | ------- | ------- | ------- | ------- | ------- |
| 4404    | ↗6138   | ↗8641   | ↗10 269 | ↘9463   | ↘9428   | ↗10 381 |
| 2011    | 2012    | 2013    | 2014    | 2015    | 2016    | 2017    |
| ↗10 395 | ↗10 543 | ↗10 590 | ↗10 621 | ↘10 619 | ↘10 495 | ↘10 364 |
| 2018    | 2019    | 2020    | 2021    |         |         |         |
| ↘10 209 | ↗10 304 | ↗10 308 | ↗11 014 |         |         |         |

## Предприятия и культура
Основное предприятие — ГУП «Атамановский питомник», основанный в 1927 году как опытный участок. В совхозе выращивали ранет — полукультурку и крупноплодные сорта яблок, культивируемые в стелющейся форме, а также: облепиху, сливу, смородину, крыжовник. В Атамановке построен завод по переработке сельхозпродукции. Работает 103 бронетанковый ремонтный завод, в 2009 году переименован в ОАО «103 БТРЗ».
Здесь находится памятный знак в честь исследователей космоса — установленная в 2011 году на торце дома № 6 по ул. Гагарина памятная доска к 50-летию первого полёта Юрия Гагарина в космос, памятник в честь воинов-земляков, погибших в боях Великой Отечественной войны. На пьедестале возле администрации посёлка, установлен танк Т-62, производившийся с 1961 года.

## Разное
Входит в Перечень населенных пунктов Забайкальского края, подверженных угрозе лесных пожаров

## Известные уроженцы
- Бакшеев, Алексей Проклович (1873—1946) — русский военачальник, политический деятель эмиграции, генерал-лейтенант Белой армии.